# شعله‌ای پرده را برگرفت و ابلیس به درون آمد
شعله‌ای پرده را برگرفت و ابلیس به درون آمد مجموعه شعری است از هوشنگ ایرانی که در آبان ۱۳۳۱ در ۱۱۰ نسخه و در ۲۴ صفحه منتشر شد. این مجموعه شامل هفت شعر از اوست.
این کتاب سومین مجموعه شعر هوشنگ ایرانی است. در سال ۱۳۳۱ چندین مجموعهٔ شعر نو منتشر می‌شود که دو مجموعه از این میان، به لحاظ نوآوری در شکل و محتوا، و عمق و پختگی و شور و حال، برتری چشمگیری نسبت به دیگر مجموعه‌ها دارد. این دو مجموعه «خاکستری» و «شعله‌ای پرده را برگرفت و ابلیس به درون آمد» هر دو از هوشنگ ایرانی هستند. مزیت این دو مجموعه بر مجموعهٔ پیشین ایرانی، اندک تحول زبانی اوست.

## نمونه شعر
گریز
از فراز صخره پر کشید و برفت

و صخره را

که با نوشیدن گرمای لطیف سنگینی او

کوه‌ها و اقیانوس‌ها را از یاد می‌برد

ترک گفت

صخرهٔ متروک گردبادها و طوفان‌ها را می‌بوید

و او را

که آن‌چنان تند گریخت

در سرود لغزان آنان می‌جوید

در آن هنگام‌ها که او از رؤیاهایش به سوی صخره بازمی‌گشت

و در رنجی عظیم آرام می‌گرفت

صخره را اضطرابی سرد به لرزه می‌آورد

و در سکوت بی‌پایانش

راز رنج‌ها و شادی‌ها را

بر او آشکار می‌کرد

و او هرگز بر صخره ننگریست

و ندای آگاهی‌دهنده‌اش را هرگز نشنید

از فراز صخره پر کشید و برفت

و صخره در ناشناسی سایه‌ها بازماند

رؤیایی گمشده در ظلمت گردباد می‌درخشد

و تپشی فراموش‌شده انتظار می‌کشد

## پی‌نوشت
1. 1 2  جواهری گیلانی، محمدتقی (شمس لنگرودی). تاریخ تحلیلی شعر نو - جلد اول: ۱۲۸۴–۱۳۳۲ه‍. ش، [ویرایش دوم]. تهران: نشر مرکز، ۱۳۷۷
2. ↑  «ایرانی، هوشنگ. شعله‌ای پرده را برگرفت و ابلیس به درون آمد: و باز هم چند شعر. تهران: (ناشر مؤلف)، آبان ۱۳۳۱». بایگانی‌شده از اصلی در ۱ اكتبر ۲۰۱۱. دریافت‌شده در ۱ سپتامبر ۲۰۱۱. تاریخ وارد شده در |archive-date= را بررسی کنید (کمک)